# Лакоя, Владимир Антонович
Владимир Антонович Лакоя (1905 — ?) — советский хозяйственный, государственный и политический деятель, председатель колхоза имени Берия (с 1953 года колхоз «Дурипш») Гудаутского района Абхазской АССР, Грузинская ССР. Герой Социалистического Труда (02.04.1966).

## Биография
Родился в 1905 году на территории Сухумского округа Кутаисской губернии (ныне — Гудаутский район Республика Абхазия). Абхазец.
После окончания Грузинского сельскохозяйственного института с 1935 года работал научным сотрудником Абхазской станции по защите растений, затем старшим агрономом, директором машинно-тракторной станции (МТС) в Абхазской АССР.
В 1941 году вступил в ВКП(б)/КПСС.
В 1955 году Владимир Антонович возглавил колхоз «Дурипш» (центральная усадьба — село Дурипш) в Гудаутском районе, которым до него руководил Г. Ш. Ардзинба (до 1953 года — колхоз имени Берия). Труженики многоотраслевого колхоза «Дурипш», основные культуры которого представляли сортовой зелёный чай и кукуруза, успешно занимались животноводством, виноградарством и пчеловодством. Под руководством В. А. Лакоя колхоз продолжал успешно выполнять план по производству различной сельскохозяйственной продукции и прочно удерживал передовые позиции среди коллективных хозяйств Абхазской АССР. В колхозе трудились прославленные кукурузоводы Касей Тания, Аилин Тарба и Темур Тарба, чаевод Мария Ардзинба.
Указом Президиума Верховного Совета СССР от 2 апреля 1966 года за достигнутые успехи в развитии сельского хозяйства, промышленности и науки Грузинской ССР Лакоя Владимиру Антоновичу присвоено звание Героя Социалистического Труда с вручением ордена Ленина и золотой медали «Серп и Молот».
Помимо кукурузы и чая, в колхозе было широко развито животноводство, пчеловодство и виноградарство. Основной культурой колхоза оставался зелёный чай, много десятков тонн которого ежегодно сдавалось сверх плана.
В мае 1963 года колхозники села Дурипш принимали делегацию руководителей государств Никиту Хрущёва и Фиделя Кастро.
Избирался депутатом Верховного Совета СССР 5-го и 6-го созывов (Совет Национальностей) (1958—1966).
Заслуженный агроном Грузинской ССР.
Проживал в селе Дурипш в Гудаутском районе. Дата смерти неизвестна.

## Награды
- Золотая медаль «Серп и Молот» (02.04.1966)
- орден Ленина (02.04.1966)
- Медаль «За трудовую доблесть»
- Медаль «В ознаменование 100-летия со дня рождения Владимира Ильича Ленина»
- Медаль «За доблестный труд в Великой Отечественной войне 1941—1945 гг.»
- Медаль «Ветеран труда»
- медали Выставки достижений народного хозяйства (ВДНХ)
- и другими